# The Hundred 2023
Die The Hundred 2023 war die dritte Ausgabe des Cricketwettbewerbs The Hundred für Franchises in England und Wales im 100-Ball Cricket. Der Frauen- und Männer-Wettbewerb wurden dabei zusammen ausgetragen. Bei den Frauen setzten sich die Southern Brave mit 34 Runs gegen die Northern Superchargers durch. Bei den Männern gewannen die Oval Invincibles mit 14 Runs gegen die Manchester Originals.

## Vorgeschichte
In dieser Saison fand erstmals auch eine Spielerauktion für die Frauen-Teams an der Seite der Auktion für die Männer-Teams statt. Dabei konnten sie jeweils zwei bis vier Spieler der letzten Saison sichern und wählten vier bis sechs weitere Spielerinnen im Auktionsprozess aus.

## Teilnehmer
An der The Hundred 2021 nahmen acht Franchises teil:
| Team                   | Stadt       | Stadion                     |
| ---------------------- | ----------- | --------------------------- |
| Birmingham Phoenix     | Birmingham  | Edgbaston Cricket Ground    |
| London Spirit          | London      | Lord’s Cricket Ground       |
| Manchester Originals   | Manchester  | Old Trafford Cricket Ground |
| Northern Superchargers | Leeds       | Headingley Cricket Ground   |
| Oval Invincibles       | London      | The Oval                    |
| Southern Brave         | Southampton | Rose Bowl                   |
| Trent Rockets          | Nottingham  | Trent Bridge                |
| Welsh Fire             | Cardiff     | Sophia Gardens              |

## Ergebnisse

### Frauen

#### Ligaphase
Tabelle
| Teams                  | Sp. | S | N | NR | P  | NRR    |
| ---------------------- | --- | - | - | -- | -- | ------ |
| Southern Brave         | 8   | 7 | 1 | 0  | 14 | +0.681 |
| Northern Superchargers | 8   | 6 | 2 | 0  | 12 | +0.357 |
| Welsh Fire             | 8   | 5 | 2 | 1  | 11 | +0.602 |
| Trent Rockets          | 8   | 3 | 4 | 1  | 7  | –0.003 |
| Oval Invincibles       | 8   | 3 | 4 | 1  | 7  | –0.366 |
| London Spirit          | 8   | 2 | 4 | 2  | 6  | +0.341 |
| Manchester Originals   | 8   | 2 | 4 | 2  | 6  | –0.778 |
| Birmingham Phoenix     | 8   | 0 | 7 | 1  | 1  | –0.923 |

#### Playoffs
Eliminator
| 26. August Scorecard | London (Oval) | Welsh Fire 104-2 (75 Bälle) | – | Northern Superchargers |
|                      |               | No Result                   |   |                        |

Northern Superchargers zog aufgrund der besseren Vorrunden-Position ins Finale ein.
 Finale
| 27. August Scorecard | London (Lord’s) | Southern Brave 139-6 (100 Bälle)   | – | Northern Superchargers 105 (94 Bälle) |
|                      |                 | Southern Brave gewinnt mit 34 Runs |   |                                       |

### Männer

#### Ligaphase
Tabelle
| Teams                  | Sp. | S | N | U | NR | P  | NRR    |
| ---------------------- | --- | - | - | - | -- | -- | ------ |
| Oval Invincibles       | 8   | 6 | 1 | 1 | 0  | 13 | +0.563 |
| Manchester Originals   | 8   | 4 | 3 | 0 | 1  | 9  | +0.521 |
| Southern Brave         | 8   | 4 | 3 | 0 | 1  | 9  | +0.061 |
| Welsh Fire             | 8   | 4 | 3 | 1 | 0  | 9  | –0.055 |
| Trent Rockets          | 8   | 3 | 4 | 0 | 1  | 7  | +0.184 |
| Birmingham Phoenix     | 8   | 2 | 4 | 0 | 2  | 6  | –0.087 |
| London Spirit          | 8   | 2 | 4 | 0 | 2  | 6  | –0.658 |
| Northern Superchargers | 8   | 2 | 5 | 0 | 1  | 5  | –0.707 |

#### Playoffs
Eliminator
| 26. August Scorecard | London (Oval) | Southern Brave 196-1 (100 Bälle)           | – | Manchester Originals 201-3 (96 Bälle) |
|                      |               | Manchester Originals gewinnt mit 7 Wickets |   |                                       |

 Finale
| 27. August Scorecard | London (Lord’s) | Oval Invincibles 161-5 (100 Bälle)   | – | Manchester Originals 147-6 (100 Bälle) |
|                      |                 | Oval Invincibles gewinnt mit 14 Runs |   |                                        |

## Statistiken
Die folgenden Cricketstatistiken wurden bei diesem Turnier erzielt.

### Frauen
| 100-Ball-Cricket  | 100-Ball-Cricket       | 100-Ball-Cricket | 100-Ball-Cricket | 100-Ball-Cricket | 100-Ball-Cricket | 100-Ball-Cricket | 100-Ball-Cricket | 100-Ball-Cricket |
| Batting           | Batting                | Batting          | Batting          | Batting          | Batting          | Batting          | Batting          | Batting          |
| Spieler           | Mannschaft             | Spiele           | Innings          | Runs             | Average          | HS               | 100s             | 50s              |
| ----------------- | ---------------------- | ---------------- | ---------------- | ---------------- | ---------------- | ---------------- | ---------------- | ---------------- |
| Danni Wyatt       | Southern Brave         | 9                | 9                | 295              | 32,77            | 67               | 0                | 3                |
| Tammy Beaumont    | Welsh Fire             | 8                | 8                | 290              | 41,42            | 118              | 1                | 1                |
| Phoebe Litchfield | Northern Superchargers | 10               | 9                | 279              | 34,87            | 68               | 0                | 1                |
| Maia Bouchier     | Southern Brave         | 9                | 9                | 268              | 34,87            | 63*              | 0                | 1                |
| Sophia Dunkley    | Welsh Fire             | 7                | 7                | 262              | 38,28            | 68               | 0                | 2                |
| Bowling           |                        |                  |                  |                  |                  |                  |                  |                  |
| Spieler           | Mannschaft             | Spiele           | Overs            | Wickets          | Average          | BBI              | 5W               | 10W              |
| Georgia Adams     | Southern Brave         | 9                | 36.0             | 16               | 12,81            | 4711             | 0                | 0                |
| Sarah Glenn       | London Spirit          | 6                | 24.0             | 11               | 10,81            | 3/15             | 0                | 0                |
| Marizanne Kapp    | Oval Invincibles       | 7                | 28.0             | 11               | 12,54            | 4/18             | 0                | 0                |
| Katie Levick      | Birmingham Phoenix     | 7                | 28.0             | 11               | 14,45            | 2/12             | 0                | 0                |
| Shabnim Ismail    | Welsh Fire             | 8                | 28.0             | 11               | 15,00            | 3/12             | 0                | 0                |
| Georgia Wareham   | Northern Superchargers | 10               | 39.0             | 11               | 19,81            | 3/7              | 0                | 0                |

### Männer
| 100-Ball-Cricket | 100-Ball-Cricket       | 100-Ball-Cricket | 100-Ball-Cricket | 100-Ball-Cricket | 100-Ball-Cricket | 100-Ball-Cricket | 100-Ball-Cricket | 100-Ball-Cricket |
| Batting          | Batting                | Batting          | Batting          | Batting          | Batting          | Batting          | Batting          | Batting          |
| Spieler          | Mannschaft             | Spiele           | Innings          | Runs             | Average          | HS               | 100s             | 50s              |
| ---------------- | ---------------------- | ---------------- | ---------------- | ---------------- | ---------------- | ---------------- | ---------------- | ---------------- |
| Jos Buttler      | Manchester Originals   | 10               | 10               | 391              | 43,44            | 82               | 0                | 3                |
| Finn Allen       | Southern Brave         | 9                | 9                | 240              | 26,66            | 69               | 0                | 1                |
| Harry Brook      | Northern Superchargers | 8                | 7                | 238              | 47,60            | 105*             | 1                | 1                |
| Phil Salt        | Manchester Originals   | 10               | 10               | 232              | 23,20            | 86               | 0                | 1                |
| Will Jacks       | Oval Invincibles       | 9                | 9                | 227              | 25,22            | 68               | 0                | 1                |
| Bowling          |                        |                  |                  |                  |                  |                  |                  |                  |
| Spieler          | Mannschaft             | Spiele           | Overs            | Wickets          | Average          | BBI              | 5W               | 10W              |
| Tymal Mills      | Southern Brave         | 16               | 32.0             | 16               | 13,06            | 4/13             | 0                | 0                |
| Reece Topley     | Northern Superchargers | 13               | 29.0             | 13               | 16,00            | 3/29             | 0                | 0                |
| Daniel Sams      | Trent Rockets          | 12               | 26.4             | 12               | 17,91            | 3/17             | 0                | 0                |
| Adil Rashid      | Northern Superchargers | 11               | 30.2             | 11               | 17,36            | 4/18             | 0                | 0                |
| Nathan Sowter    | Oval Invincibles       | 11               | 29.0             | 11               | 21,09            | 3/34             | 0                | 0                |